# Ayako Shiraishi
Ayako Shiraishi (白石 文子?, Shiraishi Ayako; Ōita, 13 aprile 1963) è una doppiatrice giapponese.
Ha lavorato alla 81 Produce ed è nota soprattutto per essere la doppiatrice originale del personaggio infermiera Joy nell'anime Pokémon. Si è ritirata il 31 marzo 2002, lasciando il personaggio dell'infermiera Joy alla doppiatrice Yuriko Yamaguchi

## Biografia
Ha iniziato la sua carriera da doppiatrice nel 1987 nell'anime Evviva Palm Town doppiando il personaggio di Lamb.
Ayako Shiraishi ha partecipato inoltre a numerosi spettacoli televisivi negli anni '90 come Magico Dan, super campione, Iron Virgin Jun, Sailor Moon e Kidō senshi Victory Gundam.

## Doppiaggio

### Anime
- Evviva Palm Town (Lamb) (1987)
- Una per tutte, tutte per una (1987)
- Borgman 2030 (1988)
- Punta al Top! GunBuster (1988)
- Blue Magic (1989)
- Magico Dan, super campione (Tamakou) (1991)
- Magico Dan, super campione (Hanada) (1991)
- Detonator Orgun (1991)
- Shin Chan (1992)
- Sailor Moon (Mika Kayama) (1992)
- Mugen Senshi Valis (1992)
- Kidō senshi Victory Gundam (Marvette) (1993)
- Humming Bird - Ragazze con le ali (1993)
- Caccia al tesoro con Montana (1994)
- Iczer Girl Iczelion (1995)
- Elementalors (1995)
- Crayon Shin-chan - Henderland no dai bōken (1996)
- Pokémon (infermiera Joy) (1997)
- Let's & Go - Sulle ali di un turbo (1998)
- Psychic Force (1998)
- Crayon Shin-chan - Dengeki! Buta no Hizume dai sakusen (1998)
- Pokémon il film - Mewtwo contro Mew (infermiera Joy) (1998)
- Pokémon 3 - L'incantesimo degli Unown (2000)
- Super Robot Wars Alpha (2000)
- Super Robot Wars Alpha Gaiden (2001)

### Videogiochi
- Psychic Force (Sonia)
- Psychic Force Puzzle Taisen (Sonia)
- Psychic Force 2012 (Sonia)

## Doppiatrici italiane
- Sonia Mazza: infermiera Joy